# 플로 모리세이
플로렌스 엘리자베스 J. 클레멘타인(영어: Florence Elizabeth J. Clementine, 1994년 12월 25일~) 예명 플로 모리세이(영어: Flo Morrissey)은 잉글랜드의 싱어송라이터이다.

## 가족관계
- 배우자: 벤자민 클레멘타인 (1988년 12월 7일~)
  - 아들: 줄리안 주피터 리차드 생트 클레멘틴 (2017년 12월 25일~)
  - 딸: 헬레나 클레멘타인 (2019년 10월 29일~)